# Alfragano
Abu Alabás Amade ibne Maomé ibne Catir Alfargani (em árabe: أبو العبّاس أحمد بن محمد بن كثير الفرغاني‎; romaniz.: Abū al-ʿAbbās Aḥmad ibn Muḥammad ibn Kathīr al-Farghānī; Fergana, c. 800–805 — Egito, c. 861–880), conhecido no Ocidente como Alfragano (em latim: Alfraganus) ou Alfargani, foi um proeminente astrónomo persa que trabalhou para a corte abássida em Bagdade. A cratera lunar Alfraganus foi batizada em sua homenagem.
Escreveu várias obras sobre astronomia e equipamento astronómico que foram amplamente difundidas em árabe e em latim e que tiveram grande influência em vários cientistas dos séculos seguintes. O seu livro mais célebre, “Kitāb fī Jawāmiʿ ʿIlm al-Nujūmi” ("Elementos de astronomia sobre os movimentos celestes"), é uma extensa compilação do Almagesto de Ptolemeu que inclui dados experimentais revistos. Além de ter feito contribuições substanciais para a astronomia, Alfragano também trabalhou como engenheiro civil, supervisionando obras de construção no rio Nilo, no Cairo.
Entre os estudiosos influenciados pelos trabalhos de Alfargani contam-se Copérnico, que se diz ter usado nos seus cálculos o cálculo do diâmetro da Terra realizado por Alfragano, e Cristóvão Colombo, que usou o mesmo cálculo para as suas viagens em que descobriu a América quando tinha como objetivo chegar à Índia navegando para ocidente.
Há alguma controvérsia envolvendo os dois nomes pelo qual Alfragano é conhecido — Muhammad ibn Kath lr e Ahmad ibn Muhammad ibn Kat —, se ambos se referem à mesma pessoa ou a duas diferentes, mas a maior parte dos historiadores defende a primeira hipótese.

## Biografia
Alfargani nasceu em data incerta no início do século IX e seu nome sugere que provavelmente era originário do vale de Fergana. É apresentado como sendo árabe ou persa.
Esteve envolvido no cálculo do diâmetro da Terra por meio da medição do comprimento do arco meridiano, juntamente com uma equipa de cientistas patrocinados pelo califa abássida Almamune (r. 813–833) em Bagdade. Mais tarde foi viver para o Cairo, onde escreveu um tratado sobre o astrolábio cerca de 856. Ali também supervisionou a construção de um grande nilómetro, conhecido como o Novo Nilómetro, na ilha Roda (atualmente no Velho Cairo), a mando do califa Mutavaquil, o qual ficou pronto em 861. Este instrumento permitia medir a latura do rio Nilo durante as cheias. Outra obra por ele dirigida, no Cairo ou perto de Samarra, então a capital abássida, foi a construção dum canal, chamado al-Ja‘fari, para o que foi contratado pelos irmãos Maomé e Amade ibne Muça (conhecidos como os Banu Muça), que foram encarregados de supervisionar as obras por Mutavaquil. Os registos históricos indicam que Alfargani cometeu um erro crítico no projeto do canal: a entrada ficou demasiado funda, fazendo com que a água só entrasse no resto do canal quando o nível das águas do rio era anormalmente elevado. O califa ficou furioso quando soube do erro e enviou Sanade ibne Ali para apurar a eventual responsabilidade dos irmãos Banu Muça. Sanad acabou por reportar (enganosamente) que afinal não havia erro no projeto do canal da autoria de Alfargani, o que atrasou quaisquer consequências por tempo suficiente até a controvérsia morrer abruptamente depois do assassinato de Mutavaquil em 861. As obras do canal não chegaram a ser concluídas. Alfargani morreu no Egito em ano incerto depois de 861.

## Obras
A obra mais influente da autoria de Alfragano foi o seu livro “Kitāb fī Jawāmiʿ ʿIlm al-Nujūmi” ("Elementos de astronomia sobre os movimentos celestes" ou "Compêndio da Ciência das Estrelas"), escrito em data incerta entre 833 e 857. É um sumário descritivo do Almagesto de Ptolemeu que as descobertas e revisões de valores de astrónomos muçulmanos anteriores. Entre essas revisões que constam no livro encontram-se os cálculos da circunferência e da inclinação axial da Terra e as apsides do Sol e da Lua. Embora o resumo feito por Alfragano do Almagesto contivesse essas correções numéricas, o texto não enfatiza a matemática da teoria astronómica de Ptolomeu e, em vez disso, foca-se mais em transmitir as partes conceituais da teoria de uma forma facilmente compreensível.
O livro foi traduzido para latim no século XII por João de Sevilha (Iohannes Hyspalensis) em 1135 e depois por Gerardo de Cremona antes de 1175. Estas traduções permaneceram populares na Europa até ao tempo de Regiomontano (1436–1476). O conhecimento de Dante Alighieri da astronomia ptolomaica, que é evidente na sua Divina Comédia (escrita no início do século XIV), bem como outras obras como o Convívio, parece ter resultado das suas leituras de Alfragano. O Elementos foi também traduzido para hebraico por Jacob Anatoli c. 1231–1235. Esta tradução contém uma secção adicional sobre as 48 constelações, que provavelmente também foi escrita por Alfargani mas não consta de outras traduções.
Baseando-se principalmente na tradução hebraica de Anatoli, mas também da tradução latina anterior de João de Sevilha, Jakob Christmann publicou outra tradução em latim do Elementos em 1590. No século XVII, o orientalista holandês Jacobus Golius publicou o texto árabe com base num manuscrito que adquiriu no Próximo Oriente, que era acompanhado pela última tradução latina registada e extensas notas e revisões.
Alfargani também escreveu vários documentos sobre instrumentos astronómicos. O mais famosos deles é um tratado sobre o astrolábio, que é o documento mais antigo que chegou aos nossos dias sobre esse instrumento. Apesar das fontes históricas indicarem que provavelmente existiram outros documentos sobre a teoria dos astrolábios (incluindo um escrito por Alcuarismi), que circularam na época em que Alfargani escreveu o seu tratado, ele refere no livro que não tinha conhecimento de tais documentos, sugerindo que sua obra era completamente original.
O tratado de Alfragano sobre o astrolábio fornece as bases matemáticas para a construção do instrumento, juntamente com tabela contendo milhares de dados, possibilitando o fabrico de astrolábios que funcionam em várias longitudes. Não obstante, o tratado apresentar as bases teóricas para a construção, o tratado não menciona métodos específicos para a construção de astrolábios, apenas esclarecendo as justificações matemáticas do funcionamento. A obra Kitāb al-Fihrist de Ibne Nadim sugere que Alfragano foi também responsável pela escrita dum livro acerca do uso e função dos relógios de sol, do qual não existe atualmente qualquer exemplar ou cópia.
No século XV, Cristóvão Colombo usou a estimativa de Alfragano para considerar a circunferência da Terra como base para suas viagens nas quais descobriu a América. Porém, Colombo confundiu milha árabe de 7 091 pés com a milha romana de 40 856 pés, o que fez com que subestimasse a distância até à Índia navegando para ocidente e a descobrir a América quando procurava um atalho para chegar à Índia por via marítima.